# Egor Demin
Egor Vladimirovich Demin (Moscú, 3 de marzo de 2006) es un jugador de baloncesto ruso que pertenece a la plantilla de los Brooklyn Nets de la NBA. Con 2,06 metros de estatura juega en la posición de base o escolta.

## Trayectoria deportiva

### Primeros años
Nacido en Moscú, Demin es un jugador formado en las categorías inferiores del Basketball Club Trinta hasta 2021, ya que con apenas 15 años ingresó en la cantera del Real Madrid para jugar en el equipo cadete "A".
En las temporadas 2022-23 y 2023-24, formaría parte del junior "A" así como del filial de Liga EBA.
El 7 de mayo de 2023, hace su debut en la Liga Endesa en un encuentro frente al Unicaja Málaga. Demin salió a pista a 55 segundos para el término del partido, que terminó con victoria por 102-90.

### Universidad
Después de la temporada 2023-24, Demin optó por mudarse a los Estados Unidos para jugar en el baloncesto universitario. Se comprometió a jugar para los Cougars de la Universidad Brigham Young, donde fue el primer recluta de cinco estrellas del programa, siendo descrito como "posiblemente el prospecto más notable que se haya comprometido con el programa de baloncesto de BYU".
Jugó una temporada, en la que promedió 10,6 puntos, 5,5 asistencias, 3,9 rebotes y 1,2 robos de balón por partido. Fue incluido en el quinteto freshman de la Big 12 Conference. Al término de la temporada se declaró elegible para el Draft de la NBA, renunciando al resto de su carrera universitaria.

#### Estadísticas
| Año     | Equipo        | PJ | PT | MPP  | %TC  | %3P  | %TL  | RPP | APP | ROB | TPP | PPP  |
| ------- | ------------- | -- | -- | ---- | ---- | ---- | ---- | --- | --- | --- | --- | ---- |
| 2024–25 | Brigham Young | 33 | 33 | 27.5 | .412 | .273 | .695 | 3.9 | 5.5 | 1.2 | .4  | 10.6 |
| Total   | Total         | 33 | 33 | 27.5 | .412 | .273 | .695 | 3.9 | 5.5 | 1.2 | .4  | 10.6 |

### Profesional
Fue elegido en la octava posición del Draft de la NBA de 2025 por los Brooklyn Nets.